# While the Patient Slept
While the Patient Slept é um filme de comédia sobre mistério e assassinato produzido nos Estados Unidos e lançado em 1935, sob a direção de Ray Enright.